# Katedrála Narození Panny Marie (Sarajevo)

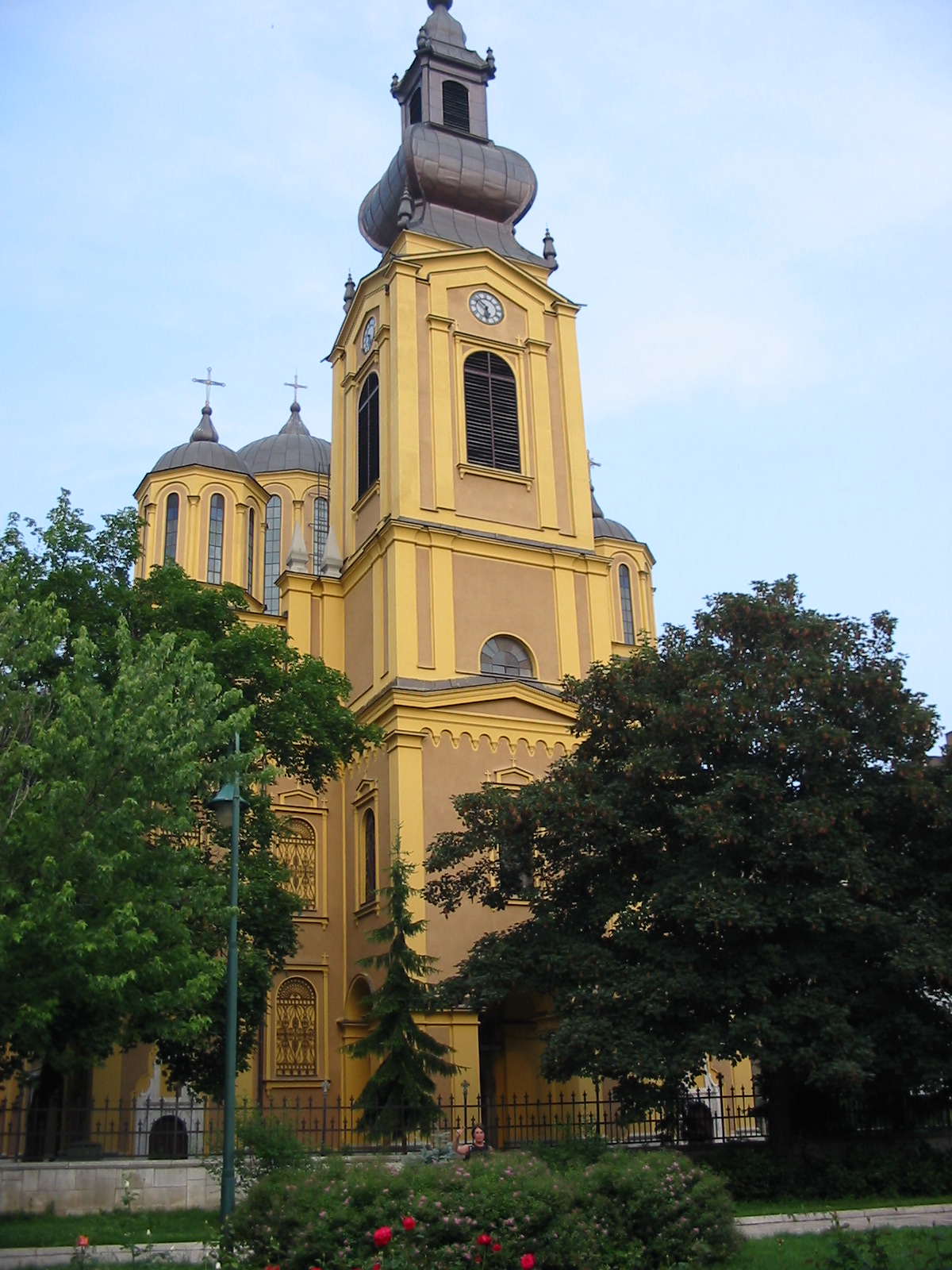
Chrám Narození Přesvaté Bohorodice (Sarajevo)

Chrám Narození Přesvaté Bohorodičky je katedrála Srbské pravoslavné církve, která se nachází v centru hlavního města Bosny a Hercegoviny, Sarajevu. Patří mezi největší chrámy Srbské pravoslavné církve na Balkánském poloostrově.

## Dějiny
Katedrála začala být budována ještě v časech turecké okupace Bosny a Hercegoviny. Základní kámen katedrály byl položen v roce 1859 a stavba trvala téměř 11 let. Chrám byl vysvěcen dne 20. července 1872 na svátek svatého Eliáše (Ilji). Kompletně byla dokončena v roce 1874. Stavba byla financována z darů pravoslavných věřících z města, ale i z darů věřících obchodníků z Bělehradu, Terstu, Vídně či Dubrovníku. Během války v Bosně a Hercegovině byla poškozena a po válce v roce 1996 začala její obnova.

## Architektura
Katedrála byla postavena podle projektu známého mistra ortodoxní architektury Andreje Damianova. Má tvar baziliky s třemi loděmi a pěti kupolemi. Její šířka je 22,5 metru a délka 37 metrů. Novobarokní zvonice má výšku 45 metrů. Ikony přinesl Archimandrite Sava Kasanović v roce 1873 z Ruska a jsou pozlacené.